# Isonychia sexpetala
Isonychia sexpetala is een haft uit de familie Isonychiidae. De wetenschappelijke naam van de soort is voor het eerst geldig gepubliceerd in 2004 door Tiunova, Kluge & Ishiwata.
De soort komt voor in het Palearctisch gebied.